# Россошки (кладбище)
Россо́шки — военно-мемориальное кладбище, расположенное в 34 км на северо-запад от Волгограда в Городищенском районе. Названо по имени уже несуществующих сёл Большие и Малые Россошки, которые находились до Второй мировой войны на месте этого кладбища.

## История
Во время Сталинградской битвы в 1943 году здесь находилось кладбище немецких военнослужащих. Сегодня кладбище состоит из трёх разделённых частей: советской, немецкой и румынской.
После подписания в декабре 1992 года межправительственного соглашения между Российской Федерацией и Германией об уходе за военными могилами Народный союз Германии по уходу за военными захоронениями по поручению правительства ФРГ построил здесь в 1995 году сборное кладбище для захоронения солдат, погибших во время боёв за Сталинград. 15 мая 1999 года состоялось открытие военно-мемориального кладбища в Россошках. Содержание и уход за этим кладбищем осуществляется за счёт пожертвований и добровольных средств немецких граждан.
Первые захоронения были проведены в 1993 году. К концу 2005 года здесь были погребены более 48 тысяч погибших из сотен различных могил, расположенных в районе Волгограда и Ростова-на-Дону. Имена 120 тысяч погибших, пропавших без вести и тех, место гибели которых установить невозможно, занесены на именные плиты из природного камня.
Примерно в 500 метрах от мемориала, на обычном сельском кладбище села Россошки, есть памятный знак, установленный на месте концентрационного лагеря советских военнопленных. Представляет собой пирамиду с солдатской каской, опутанной колючей проволокой, и текстом: «Умерли, но не изменили присяге».

## Иллюстрации
Советская часть кладбища
Официальной датой открытия советской части комплекса является 23 августа 1997 года — день памяти жертв Сталинградской битвы. Ежегодно 23 августа проводятся церемонии захоронения останков бойцов, найденных в течение прошедшего года поисковыми отрядами на территории Волгоградской области.
Кладбище включает в себя индивидуальные захоронения для тех бойцов, чье имя удалось установить, и братские могилы для безымянных воинов.
В центре кладбища установлена скульптура «Скорбящая» работы волгоградского скульптора Сергея Щербакова (бронзовая копия скульптуры установлена в парке Имперского военного музея в Лондоне).

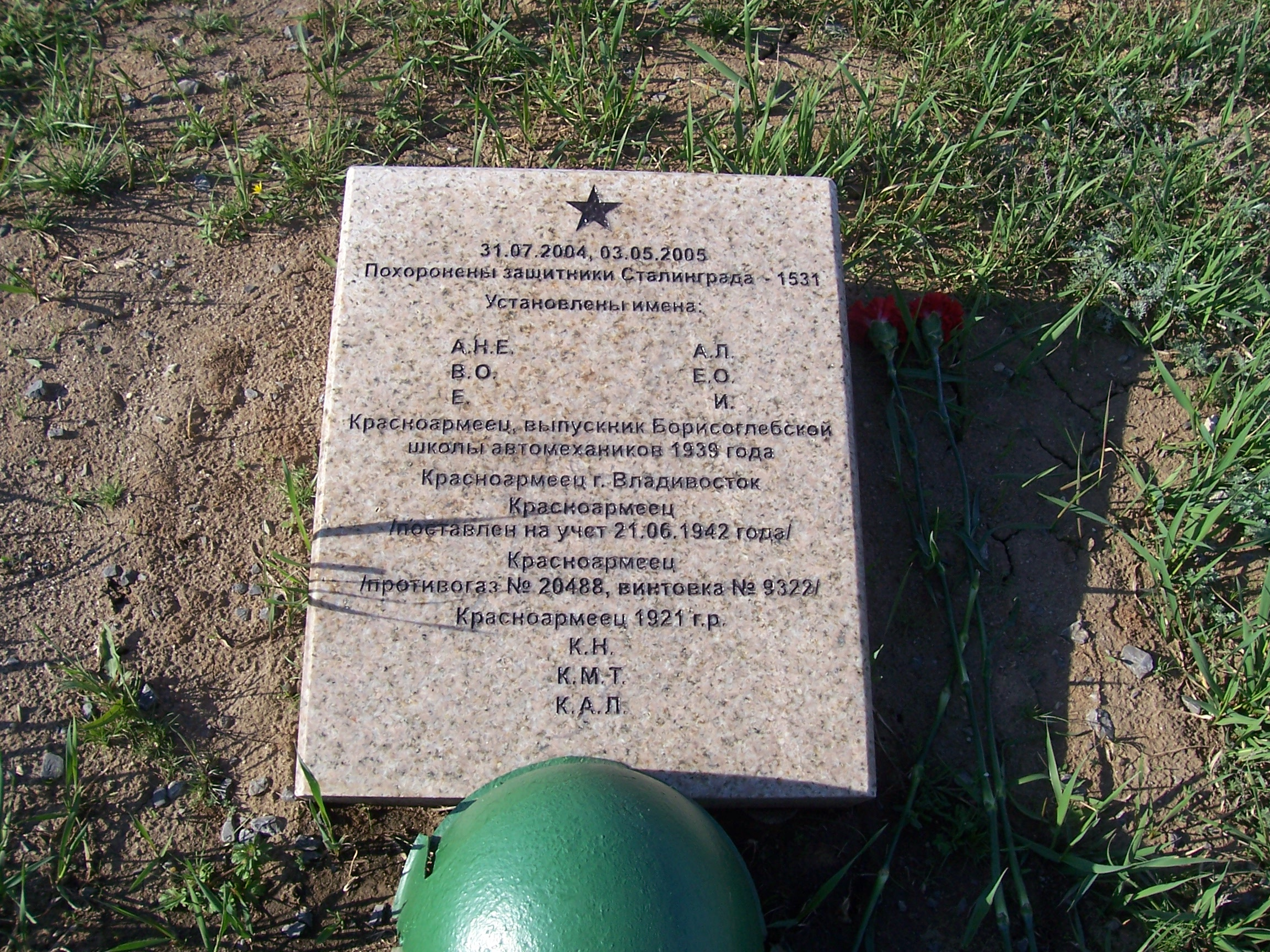
Братская могила 1531 советского солдата.
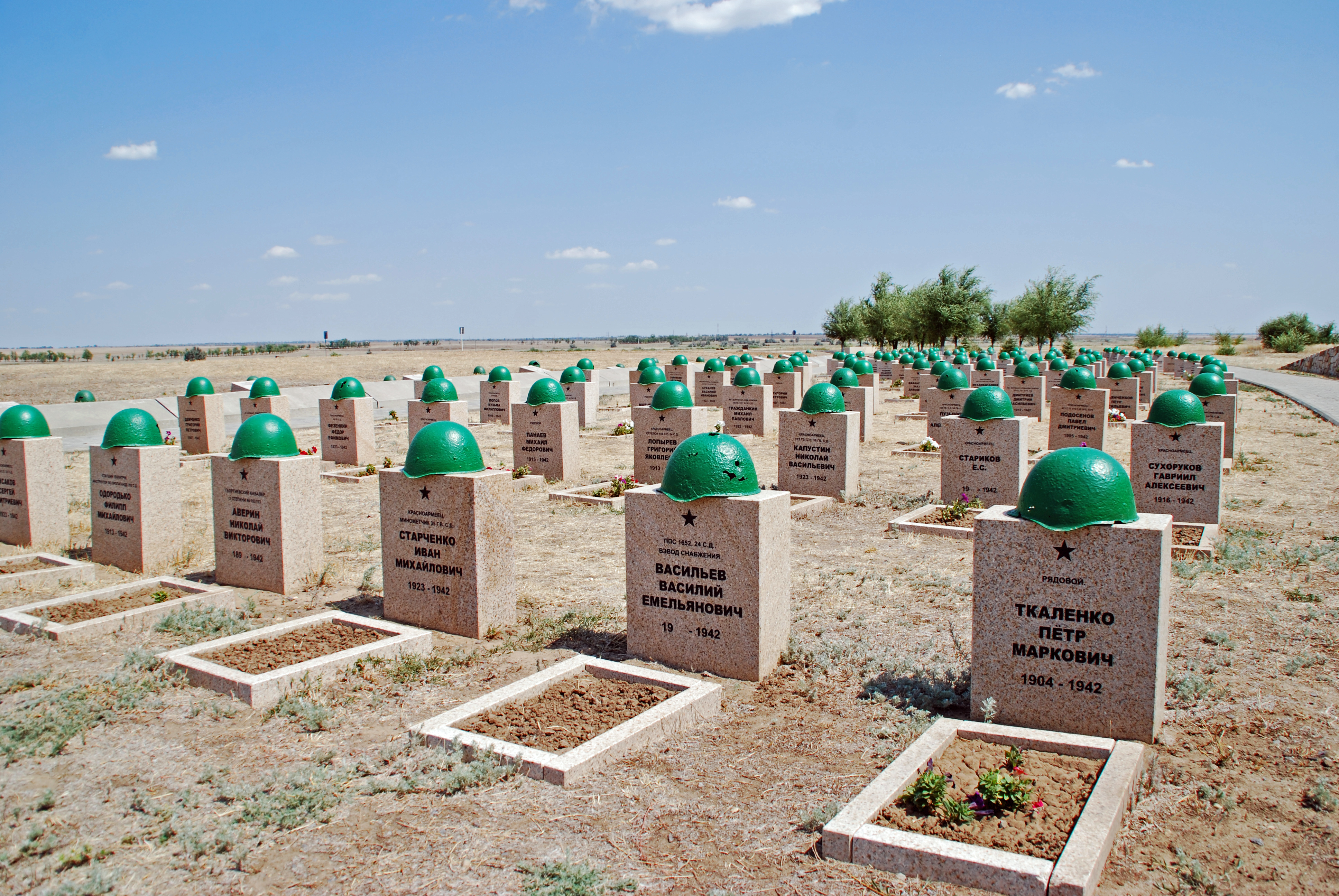
Вид на могилы с установленными именами солдат
Вид на могилы с установленными именами солдат

Немецкая часть кладбища

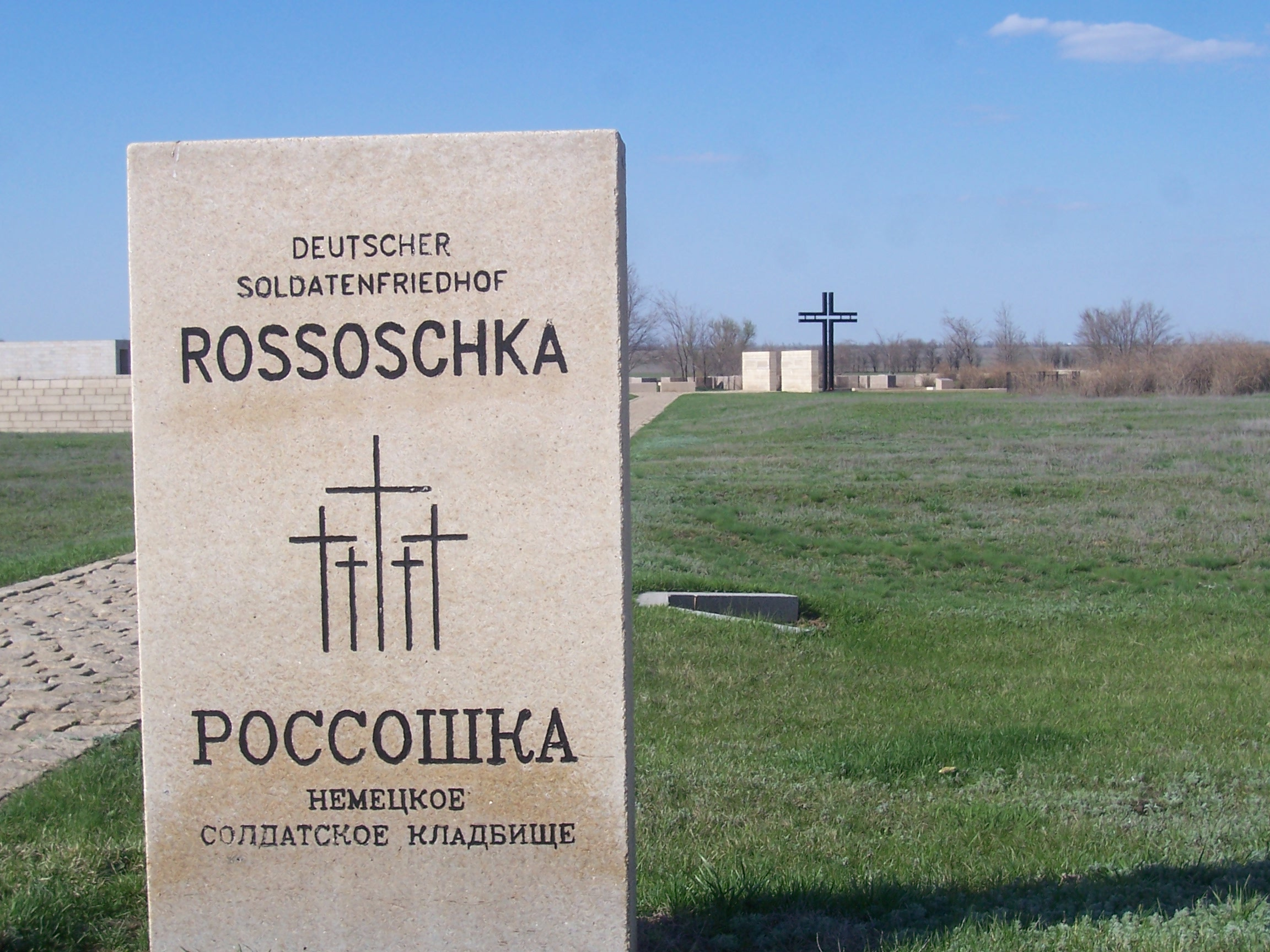
Вход на кладбище
Гранитные кубы с именами погибших немецких солдат
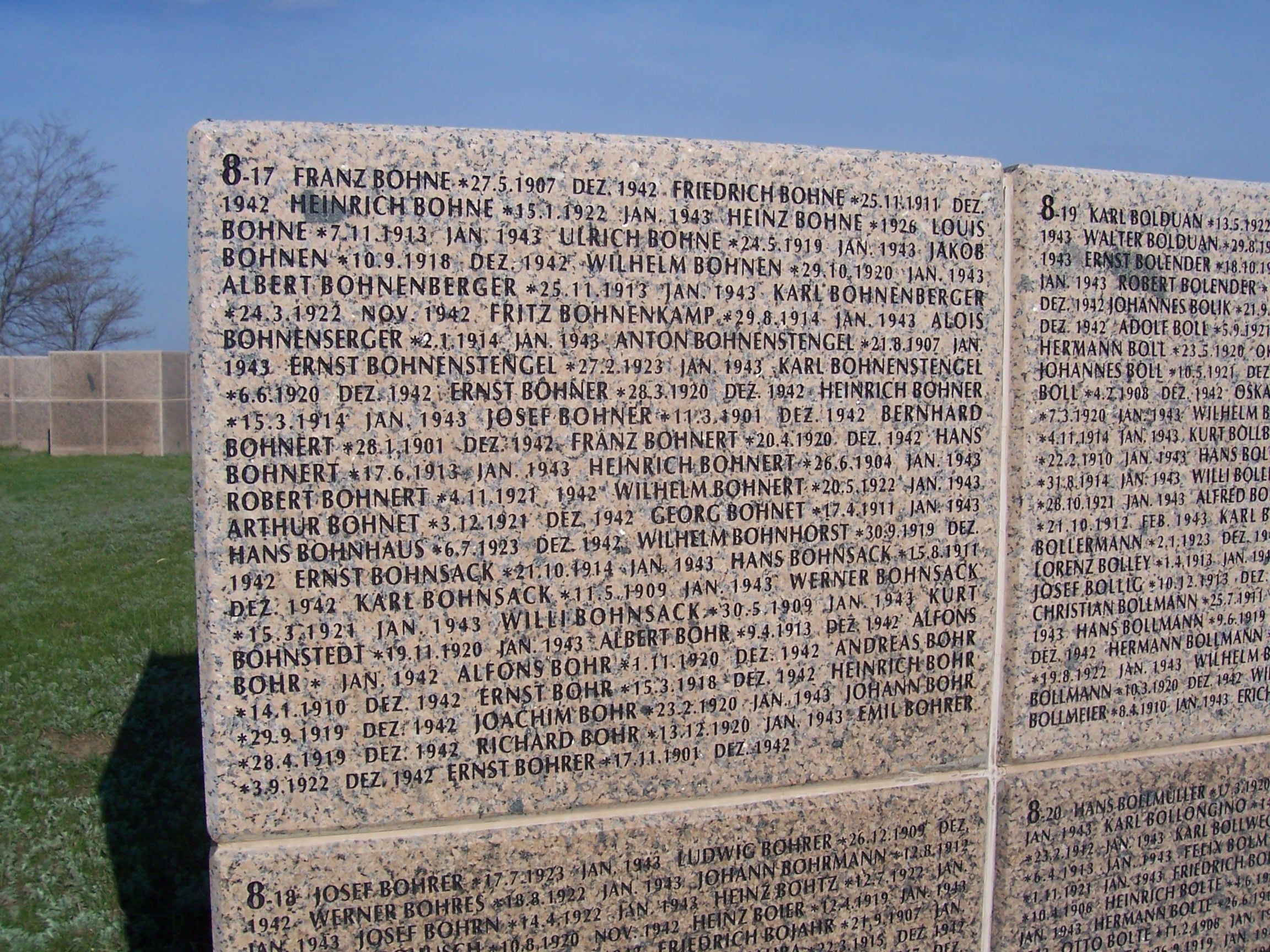
Гранитный куб с именами погибших немецких солдат